# Condado de Nemaha (Kansas)
O Condado de Nemaha é um dos 105 condados do estado americano de Kansas. A sede do condado é Seneca, e sua maior cidade é Sabetha. O condado possui uma área de 1 863 km² (dos quais 4 km² estão cobertos por água), uma população de 10 717 habitantes, e uma densidade populacional de 6 hab/km² (segundo o censo nacional de 2000). O condado foi fundado em 25 de agosto de 1855.